# Nazionale maschile di pallacanestro dell'Iraq
La nazionale di pallacanestro dell'Iraq rappresenta l'Iraq nelle competizioni internazionali di pallacanestro organizzate dalla FIBA. È gestita dalla Federazione cestistica dell'Iraq.

## Storia
La prima ed unica apparizione dell'Iraq alle Olimpiadi risale ai Giochi di Londra 1948. La squadra si classificò al 22º posto.
La nazionale irachena maschile detiene il record del punteggio più alto mai raggiunto in ambito internazionale. Nel novembre 1982, ai Campionati asiatici disputati a Nuova Delhi, l'Iraq sconfisse lo Yemen per 251-33.

## Piazzamenti

### Olimpiadi
- 1948 - 22°

### Campionati asiatici
- 1977 - 6°
- 1979 - 8°
- 1987 - 9°
- 2017 - 11°

### Giochi asiatici
- 1974 - 9°
- 1978 - 9°
- 1982 - 9°

## Formazioni

### Olimpiadi
Pallacanestro ai Giochi della XIV Olimpiade4 Irfan, 5 Hashim, 6 A. Salman, 7 Ahmed, 8 Awni, 9 M. Salman, 21 Hallaq, 22 Younan, 24 Faraj, 25 Khalil,        All. -

### Campionati asiatici
Campionato asiatico maschile di pallacanestro 20174 Hamzah, 6 al-Juboori, 7 Abdullah, 8 al-Azawi, 9 Galloway, 10 Hamad, 11 Dhafer, 12 Talib, 13 Hameed, 14 al-Gburi, 15 al-Khafaji, 24 Ismael,        All. Mustafa Derin
Template:Iraq maschile pallacanestro asiatico 2025

## Nazionali giovanili
- Nazionale Under-18
- Nazionale Under-16